# شایسته باز ناصری
شایسته باز ناصری (زاده ۱۳۵۵ ولسوالی خان آباد ولایت قندوز) سیاستمدار افغانستان و نماینده مردم ولایت قندوز در دوره شانزدهم مجلس نمایندگان است. وی در مجلس شانزدهم نمایندگان افغانستان عضو کمیسیون امور دفاعی و تمامیت ارضی می‌باشد.

## زندگی‌نامه
شایسته باز ناصری زاده ۱۳۵۵ از ولسوالی خان آباد ولایت قندوز می‌باشد. ایشان تحصیلات متوسطه خود را در سال ۱۳۸۲ در لیسه خان آباد قندوز به پایان رسانید و تحصیلات خود را در رشته حقوق در دانشگاه دعوت ادامه داده است.

## دیگر فعالیت‌ها
دیگر فعالیت‌های ایشان:
- کار در ادارات ساختمانی و زراعی.
- مدیر سرحدی شیر خان بندر (۱۳۸۵).